# لار، بادن-وورتمبرگ
شهر لار، بادن-وورتمبرگ (به آلمانی: Lahr) در ایالت بادن-وورتمبرگ در کشور آلمان واقع شده‌است.